# ثقةالاسلام تبریزی (مجموعه تلویزیونی)
ثقةالاسلام تبریزی نام یک مجموعه تلویزیونی به کارگردانی حجت قاسم‌زاده اصل است، که در ۱۳۷۸ از شبکه دو  پخش گردید. خوانندگی موسیقی متن این فیلم را علی اصغر شاه زیدی اجرا کرده است.

## موضوع داستان
مجموعه تلویزیونی ثقةالاسلام وقایع و اتفاقات دوازده روز از تاریخ مشروطه و قیام ستارخان به همراه عده‌ای از مردان غیور تبریز و نیز شخصیت و مبارزات روحانی مجاهد «ثقةالاسلام تبریزی» را به تصویر می‌کشد.

## بازیگران
- علی نصیریان
- هادی مرزبان
- فرهاد آییش
- حسین پناهی
- روح‌الله مفیدی